# Талызин, Александр Иванович
Алекса́ндр Ива́нович Талы́зин (1777 — 31 августа 1847, Москва) — российский командир эпохи наполеоновских войн, генерал-майор из рода Талызиных. Младший брат Ф. И. Талызина.

## Биография
Александр Иванович Талызин родился в 1777 году в дворянской семье. 5 июля 1778 года был принят в лейб-гвардии Преображенский полк в звании сержанта. 1 января 1793 года зачислен  в лейб-гвардии Измайловский полк в звании прапорщика, 3 марта 1801 года получил там же погоны полковника.

Сражался при Аустерлице, где был ранен и награждён 24 февраля 1806 года орденом Святого Георгия 4-го класса 
в воздаяние отличного мужества и храбрости, оказанных в сражении 20 ноября при Аустерлице против французских войск.
1 ноября 1806 года по состоянию здоровья испросил отставку, куда был отправлен в чине генерал-майора.
С 21 апреля 1808 года вновь на службе; состоял при генерал-губернаторе Москвы Иване Гудовиче.
Принимал участие в Отечественной войне 1812 года и заграничном походе русской армии.
После окончания военных действий Талызин руководил 2-й бригадой 7-й пехотной дивизии.
С 28 октября 1817 года Александр Иванович Талызин в отставке; проживал в городе Москве, где умер 31 августа 1847 года и был похоронен в Донском монастыре.
С 23 января 1827 года женат на французской подданной, католичке Августине Мару. Шестеро его воспитанников (внебрачных детей) по ходатайству отца получили дворянское достоинство и фамилию Талызиных.